# Rigel
Rigel, også kendt som Beta Orionis, er den klareste stjerne i stjernebilledet Orion, og den syvendeklareste stjerne på hele nattehimlen med en visuel størrelsesklasse på 0,12. Rigel er et sted mellem 700 og 900 lysår borte, og af den stjernetype der kaldes for superkæmper: Den udsender blåhvidt lys der er omkring 40.000 gange mere intenst end vor egen Sols hvidgule lys.

## Tredobbelt stjerne
Rigel er i virkeligheden én ud af tre stjerner der kredser om hinanden i et dobbeltstjerne-system: To andre, mindre stjerner, kaldet Rigel B og Rigel C, kredser omkring hinanden med en indbyrdes afstand af 28 astronomiske enheder (svarende til afstanden mellem Solen og planeten Neptun), og sammen kredser disse to stjerners fælles tyngdepunkt i en afstand af ca. 2000 AU omkring den stjerne, Rigel A, som vi kan se med det blotte øje på nattehimlen som en enkelt stjerne.

## Variabel stjerne
Lysudsendelsen fra Rigel varierer lidt; en fænomen der tit ses hos stjerner i Rigels "størrelsesorden". Dette forklarede man tidligere med en fjerde stjerne i det "i forvejen" tredobbelte stjernesystem, men nu menes det at skyldes fysiske variationer i selve det lys, Rigel A udsender.

## Galleri
- Computergenereret billede af Rigel og dens størrelse sammenlignet med Solen.
- IC 2118 (Heksehovedtågen) lyser på grund af genskin fra Rigel
- Billede af nattehimlen med de klareste stjerner